# Filcas
Filcas war ein italienisches Radsportteam, das nur 1974 bestand. Größter Erfolg war ein Etappensieg beim Giro d’Italia 1974 und zwei Tage im Rosa Trikot.

## Geschichte
Das Team wurde 1974 von Remigio Zanatta gegründet. Neben dem Etappensieg und zwei Tagen im Rosa Trikot konnte das Team noch dritte Plätze bei Tirreno–Adriatico und beim Textielprijs erreichen. Nach der Saison 1974 löste sich das Team auf.
Hauptsponsor war der gleichnamige italienische Hersteller für Geschenkpapier.

## Erfolge
1974
- eine Etappe Giro d’Italia

## Wichtige Platzierungen
| Grand Tour        | 1974 |
| ----------------- | ---- |
| Giro d’ItaliaGiro | 35   |

| Monument        | 1974 |
| --------------- | ---- |
| Mailand–Sanremo | 23   |

## Bekannte Fahrer
- Attilio Benfatto (1974)
- Claudio Bortolotto (1974)
- Adriano Durante (1974)
- Simone Fraccaro (1974)
- Wilfried Reybrouck (1974)